# جبرائیل مخلع

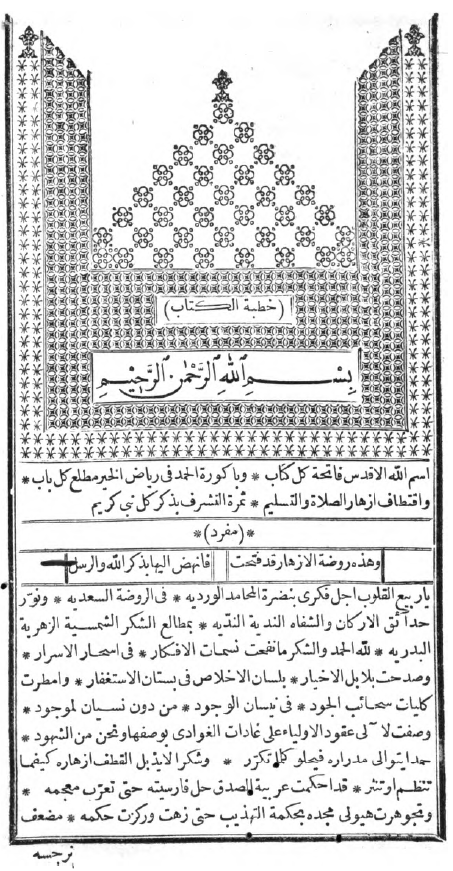

جبرائیل بن یوسف المخلّع (درگذشتهٔ ۱۲۶۸ قمری یا ۱۸۵۱ میلادی) مترجم از فارسی به عربی بود. او در اواخر قرن هجدهم میلادی در دمشق به دنیا آمد و تحصیلات ابتدایی خود را در آنجا گذراند. سپس به اسکندریه سفر کرد و در آنجا زبان و ادبیات عربی، ترکی و فارسی آموخت. او در دیوان‌های انشا در اسکندریه کار کرد و سپس به دفتر خدیو در همان شهر منصوب شد.
خیرالدین زرکلی نوشته است که مخلع کاتولیک بود و بعدها به ارتدکس گروید.او کتابخانه ای حاوی نسخه‌های خطی ارزشمند و کتاب‌های چاپی کمیاب داشت که در حراجی در اسکندریه در حدود سال ۱۹۲۰ میلادی فروخته شد.

## آثار
او ترجمه‌ای از گلستان سعدی به همراه قطعه‌ای ترجمه‌شده از دیوان شیرازی منتشر کرد. آثار او فراتر از ترجمه به ساده به عبری بود، بلکه او با انتخاب کلمات مناسب شعر سعدی را به ذائقه عربی نزدیک کرد. این کتاب را در سال ۱۲۶۳ قمری انتشارات بولاق منتشر کرد.